# Richard Frey
Richard Karl Hjalmar Frey, född 1 maj 1886 i Helsingfors, död där 7 januari 1965, var en finländsk entomolog.
Frey var en av samtidens mest kända insektkännare. Han avlade filosofie doktorsexamen 1925 och blev t.f. amanuens vid Zoologiska museet i Helsingfors 1913. Mellan 1933 och 1955 tjänstgjorde han som kustos vid museets entomologiska avdelning. Han var även docent i entomologi vid Helsingfors universitet 1930–1950.
Som en av Entomologiska föreningen i Helsingfors stiftare redigerade han dess tidskrift Notulae Entomologicae 1921–1947 och utgav ett flertal entomologiska arbeten, främst rörande tvåvingar, bl.a. Zur Kenntnis der Dipterenfauna Finnlands (3 band, 1911–1915). Han erhöll professors titel 1953.